# Nuxia coriacea
Nuxia coriacea är en tvåhjärtbladig växtart som beskrevs av Solered.. Nuxia coriacea ingår i släktet Nuxia och familjen Stilbaceae. Inga underarter finns listade i Catalogue of Life.